# Ottobiano

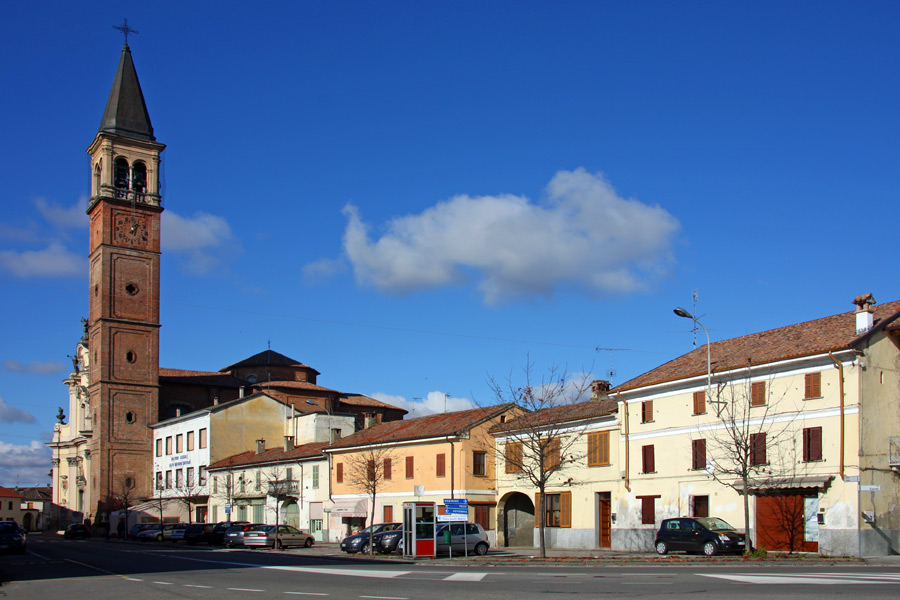
Ortskern von Ottobiano

Ottobiano ist eine norditalienische Gemeinde (comune) mit 1070 Einwohnern (Stand 31. Dezember 2023) in der Provinz Pavia in der Lombardei. Die Gemeinde liegt etwa 23,5 Kilometer westsüdwestlich von Pavia in der Lomellina am Arbogna.
Der Name der Ortschaft leitete sich vom römischen Octavianus ab und scheint sich von dem Beinamen des römischen Kaisers Augustus abzuleiten. Auch wenn der Ort bereits vor 1000 nach Christus erwähnt wurde, tritt er als Lehen zu Pavia erst um 1250 auf.